# Anthony Barrile
Anthony Barrile – amerykański aktor, muzyk oraz pisarz. Występuje w filmach, telewizji oraz na scenie teatralnej.

## Filmografia
- 1985: Piątek, trzynastego V: Nowy początek (Friday the 13th: A New Beginning) jako Vinnie
- 1985: CBS Schoolbreak Special jako Slick
- 1987: Hamburger Hill jako Vincent „Alfabet” Languilli
- 1989: Policjanci z Miami (Miami Vice) jako Johnny
- 1990: Girlfriend from Hell jako Carl
- 1992: Sinatra jako Bart Barbato
- 1997: Kiss Me, Guido jako Warren
- 1998: Bury the Evidence jako The Dresser
- 1999: Pulp Comics: Caroline Rhea jako mężczyzna
- 1999: Prawo i porządek (Law & Order) jako Fiske
- 2000: Prawo i bezprawie (Law & Order: Special Victims Unit) jako technik w laboratorium
- 2000: Falcone jako Gerard
- 2003: Chooch jako Anthony Rubino
- 2012: Miami or BUST − A Hoboken Bet jako Little Joe